# Yoshihito Nishioka
Yoshihito Nishioka (Tsu, 27 de setembro de 1995) é um tenista profissional japonês.

## ITF Tour títulos
| Legenda                |
| ---------------------- |
| Grand Slam (0)         |
| ATP Masters Series (0) |
| ATP Tour (0)           |
| Challengers (1)        |

### Simples
| Posição | N. | Data               | Torneio             | Piso | Oponente         | Placar                  |
| ------- | -- | ------------------ | ------------------- | ---- | ---------------- | ----------------------- |
| Campeão | 1. | 7 de setembro 2014 | Shanghai Challenger | Duro | Somdev Devvarman | 6–4, 6–7(5–7), 7–6(7–3) |